# Maike Kesseler
Maike Kesseler (ur. 1982) – niemiecka sędzia snookera z Mammendorfu koło Monachium.

## Kariera
Maike Kesseler zaczęła oglądać snooker w 2005 roku, szczególnie interesując się transmisjami Eurosportu. Zaledwie dwa lata później zdała egzamin sędziowski. Początkowo pracowała na arenie amatorskiej w Niemczech, a następnie w 2010 roku została powołana na Paul Hunter Classic. W turnieju w Fürth uczestniczyli już zawodowi gracze i w tym roku został on włączony do profesjonalnej trasy jako turniej rankingowy i część nowo wprowadzonego Players Tour Championship. Wraz z Marcelem Eckardtem była jedną z sędziów odkrytych i wypromowanych przez World Snooker . Zaproponowano jej możliwość sędziowania innych dużych profesjonalnych turniejów. W 2013 roku została powołana na German Masters, a w 2016 roku sędziowała tam swój pierwszy finał światowego rankingu. Sędziowała również kilkakrotnie na turniejach w Wielkiej Brytanii. W 2017 roku po raz pierwszy sędziowała Mistrzostwa Świata podczas rundy finałowej w Crucible Theatre. Od lutego 2025 r. sędziowała w meczach gdzie padły dwa maksymalne breaki.
Maike Kesseler sędzia pracuje w wolnym czasie. Na pełen etat pracuje jako przedstawicielka obsługi klienta w banku. Jej partner, Jürgen Kesseler, jest snookerzystą i grał w niemieckiej Bundeslidze.

## Finały
Sędziowane finały turniejów World Snooker Tour:
- British Open 2022[3]
- European Masters : 2020[4], 2023[5]
- German Masters : 2016[6], 2018[7], 2025[8]
- Mistrzostwa Świata w Grach Mikstowych 2024[9]
- Monachium Open 2013[10]
- Northern Ireland Open 2018[11]
- Paul Hunter Classic 2014[12]
- World Cup 2017[13]
- World Grand Prix 2017[14]